# STS-69
إس تي إس-69 (بالإنجليزية: STS-69)‏ كانت إحدى بعثات برنامج مكوك الفضاء التي أجرتها ناسا. إنطلقت الرحلة من مركز كينيدي للفضاء في فلوريدا، بتاريخ 7 سبتمبر 1995 وكانت الرحلة المأهولة الناجحة رقم 100 لوكالة ناسا.